# Kriegsmarine
Kriegsmarine (hrv. ‘Ratna mornarica’) bivši je naziv Njemačke ratne mornarice u razdoblju između 1935. i 1945. godine. Bila je važan dio vojnih oružanih snaga Nacističke Njemačke. Njome su zapovijedali Erich Raeder i Karl Dönitz.

## Povijest
Nakon Prvoga svjetskog rata Njemačka je mogla imati najviše 100 000 vojnika. Kada su 1933. godine nacisti došli na vlast u Njemačkoj, prekršili su tu odredbu. Raeder i Dönitz imali su drugačije predodžbe o vođenju rata nego kopneni zapovjednici. Bilo je sukoba između Dönitza i Göringa.